# 13.ª etapa do Giro d'Italia de 2017
A 13ª etapa do Giro d'Italia de 2017 teve lugar em 19 de maio de 2017 entre Reggio Emilia e Tortona sobre um percurso de 167 km.

## Classificação da etapa
A classificação da etapa foi a seguinte:
| \| Classificação por etapas \| Classificação por etapas \| Classificação por etapas \| Classificação por etapas \| Classificação por etapas \| \| Ciclista \| Ciclista \| Equipe \| Tempo \| \| \| ------------------------ \| ------------------------ \| ------------------------ \| ------------------------ \| ------------------------ \| \| 1. \| Fernando Gaviria \| Quick-Step Floors \| 3h47m45s \| \| \| 2. \| Sam Bennett \| Bora-Hansgrohe \| + 0s \| \| \| 3. \| Jasper Stuyven \| Trek-Segafredo \| + 0s \| \| \| 4. \| Roberto Ferrari \| UAE Team Emirates \| + 0s \| \| \| 5. \| Ryan Gibbons \| Dimension Data \| + 0s \| \| \| 6. \| Rüdiger Selig \| Bora-Hansgrohe \| + 0s \| \| \| 7. \| Sacha Modolo \| UAE Team Emirates \| + 0s \| \| \| 8. \| Caleb Ewan \| Orica-Scott \| + 0s \| \| \| 9. \| André Greipel \| Lotto-Soudal \| + 0s \| \| \| 10. \| Viacheslav Kuznetsov \| Katusha-Alpecin \| + 0s \| \| |                      |                   |          |
| |                      |                   |          |
| Fonte: ProCyclingStats |                      |                   |          |
| Classificação por etapas |                      |                   |          |
| Ciclista | Ciclista             | Equipe            | Tempo    |
| 1. | Fernando Gaviria     | Quick-Step Floors | 3h47m45s |
| 2. | Sam Bennett          | Bora-Hansgrohe    | + 0s     |
| 3. | Jasper Stuyven       | Trek-Segafredo    | + 0s     |
| 4. | Roberto Ferrari      | UAE Team Emirates | + 0s     |
| 5. | Ryan Gibbons         | Dimension Data    | + 0s     |
| 6. | Rüdiger Selig        | Bora-Hansgrohe    | + 0s     |
| 7. | Sacha Modolo         | UAE Team Emirates | + 0s     |
| 8. | Caleb Ewan           | Orica-Scott       | + 0s     |
| 9. | André Greipel        | Lotto-Soudal      | + 0s     |
| 10. | Viacheslav Kuznetsov | Katusha-Alpecin   | + 0s     |

## Classificações ao final da etapa
A classificação geral depois de finalizar a etapa foi a seguinte:

### Classificação geral
| \| Classificação geral \| Classificação geral \| Classificação geral \| Classificação geral \| Classificação geral \| \| Ciclista \| Ciclista \| Equipe \| Tempo \| \| \| ------------------- \| ------------------- \| ------------------- \| ------------------- \| ------------------- \| \| 1. \| Tom Dumoulin \| Team Sunweb \| 56h28m53s \| \| \| 2. \| Nairo Quintana \| Movistar Team \| + 2m23s \| \| \| 3. \| Bauke Mollema \| Trek-Segafredo \| + 2m38s \| \| \| 4. \| Thibaut Pinot \| FDJ \| + 2m40s \| \| \| 5. \| Vincenzo Nibali \| Bahrain-Merida \| + 2m47s \| \| \| 6. \| Andrey Amador \| Movistar Team \| + 3m05s \| \| \| 7. \| Bob Jungels \| Quick-Step Floors \| + 3m56s \| \| \| 8. \| Domenico Pozzovivo \| AG2R La Mondiale \| + 3m59s \| \| \| 9. \| Tanel Kangert \| Astana \| + 3m59s \| \| \| 10. \| Ilnur Zakarin \| Katusha-Alpecin \| + 4m17s \| \| |                    |                   |           |
| |                    |                   |           |
| Fonte: ProCyclingStats |                    |                   |           |
| Classificação geral |                    |                   |           |
| Ciclista | Ciclista           | Equipe            | Tempo     |
| 1. | Tom Dumoulin       | Team Sunweb       | 56h28m53s |
| 2. | Nairo Quintana     | Movistar Team     | + 2m23s   |
| 3. | Bauke Mollema      | Trek-Segafredo    | + 2m38s   |
| 4. | Thibaut Pinot      | FDJ               | + 2m40s   |
| 5. | Vincenzo Nibali    | Bahrain-Merida    | + 2m47s   |
| 6. | Andrey Amador      | Movistar Team     | + 3m05s   |
| 7. | Bob Jungels        | Quick-Step Floors | + 3m56s   |
| 8. | Domenico Pozzovivo | AG2R La Mondiale  | + 3m59s   |
| 9. | Tanel Kangert      | Astana            | + 3m59s   |
| 10. | Ilnur Zakarin      | Katusha-Alpecin   | + 4m17s   |

### Classificação por pontos
| Classificação por pontos | Classificação por pontos | Classificação por pontos      | Classificação por pontos | Classificação por pontos |
| Ciclista                 | Ciclista                 | Equipe                        | Pontos                   |                          |
| ------------------------ | ------------------------ | ----------------------------- | ------------------------ | ------------------------ |
| 1.                       | Fernando Gaviria         | Quick-Step Floors             | 315 pts                  |                          |
| 2.                       | Jasper Stuyven           | Trek-Segafredo                | 192 pts                  |                          |
| 3.                       | André Greipel            | Lotto-Soudal                  | 144 pts                  |                          |
| 4.                       | Sam Bennett              | Bora-Hansgrohe                | 117 pts                  |                          |
| 5.                       | Caleb Ewan               | Orica-Scott                   | 108 pts                  |                          |
| 6.                       | Lukas Pöstlberger        | Bora-Hansgrohe                | 98 pts                   |                          |
| 7.                       | Daniel Teklehaimanot     | Dimension Data                | 86 pts                   |                          |
| 8.                       | Kristian Sbaragli        | Dimension Data                | 76 pts                   |                          |
| 9.                       | Jakub Mareczko           | Wilier Triestina-Selle Italia | 73 pts                   |                          |
| 10.                      | Roberto Ferrari          | UAE Team Emirates             | 70 pts                   |                          |

### Classificações por equipas

#### Classificação por tempo
| Classificação por equipes | Classificação por equipes | Classificação por equipes | Classificação por equipes |
| Equipe                    | Equipe                    | Tempo                     |                           |
| ------------------------- | ------------------------- | ------------------------- | ------------------------- |
| 1.                        | Movistar Team             | 169h40m58s                |                           |
| 2.                        | Astana                    | + 3m39s                   |                           |
| 3.                        | UAE Team Emirates         | + 9m30s                   |                           |
| 4.                        | Cannondale-Drapac         | + 20m34s                  |                           |
| 5.                        | AG2R La Mondiale          | + 21m24s                  |                           |
| 6.                        | Bahrain-Merida            | + 21m25s                  |                           |
| 7.                        | FDJ                       | + 22m35s                  |                           |
| 8.                        | Team Sunweb               | + 25m11s                  |                           |
| 9.                        | BMC Racing Team           | + 33m09s                  |                           |
| 10.                       | Trek-Segafredo            | + 40m16s                  |                           |

#### Classificação por pontos
| Classificação por equipes | Classificação por equipes | Classificação por equipes | Classificação por equipes |
| Equipe                    | Equipe                    | Pontos                    |                           |
| ------------------------- | ------------------------- | ------------------------- | ------------------------- |
| 1.                        | Quick-Step Floors         | 390 pts                   |                           |
| 2.                        | Bora-Hansgrohe            | 270 pts                   |                           |
| 3.                        | UAE Team Emirates         | 259 pts                   |                           |
| 4.                        | Dimension Data            | 246 pts                   |                           |
| 5.                        | Trek-Segafredo            | 235 pts                   |                           |
| 6.                        | Team Sunweb               | 162 pts                   |                           |
| 7.                        | Lotto-Soudal              | 155 pts                   |                           |
| 8.                        | Orica-Scott               | 147 pts                   |                           |
| 9.                        | Movistar Team             | 136 pts                   |                           |
| 10.                       | Bahrain-Merida            | 120 pts                   |                           |